# Нео Йокио
Нео Йокио (англ. Neo Yokio) — анимационный сериал, совместного американского и японского производства. Автором идеи и сценаристом выступил Эзра Кениг, вокалист группы Vampire Weekend. Созданием сериала занимались японские студии Production I.G и Studio Deen. Трансляция первого сезона состоялась 22 сентября 2017 года на Netflix. 7 декабря 2018 года была также выпущена отдельная часовая серия — Neo Yokio: Pink Christmas.

## Сюжет
Согласно сюжету Нео Йокио является величайшим городом в мире, это альтернативная версия Нью-Йорка, который ещё с XVII века стал подвергаться массовым нападениям со стороны демонов. Так правительству пришлось обратиться за помощью к магам старого света, которые единственныe были способны сдерживать нечистые силы в городе. После чего они быстро стали представителями высшего сословия в городе — «магистократами». Основной сюжет разворачивается вокруг Каза Кана (Джейден Смит), молодого и успешного магистократа и его меха-робота Чарльза (Джуд Лоу). Каз ведёт двойной образ жизни, с одной стороны он светский лев и декадент, с другой стороны под руководством Тёти Агаты (Сьюзан Сарандон) должен периодически вести охоту на демонов, тревожащих мирную жизнь в городе.
Каз решил стать меланхоликом после расставания с Кэти, инвестиционным банкиром (Алекса Чанг), и вести роскошный образ жизни вместе с друзьями Лекси (The Kid Mero) и Готтлибом (Desus). Его соперником выступает Арканджело (Джейсон Шварцман), который сам борется за звание главного богача и желанного холостяка. Он часто оказывается в списке самых желанных холостяков после Каза, сам список показан на огромном билборде в центре Нео Йокио. Хелена Тессеро, бывшая фэшн-блогер Тэви Гевинсон, случайно знакомится с Казом после того, как он изгоняет из её тела демона. Сама Хелена — полная противоположность Каза, она является противником капитализма, избегает общество и выбрала для себя социальную изоляцию.
Каждая серия — это самостоятельная история о похождениях Каза и его друзей, а также о том, как герой стремится сохранить свой престижный статус среди золотой молодёжи, принимая участие в разных светских мероприятиях. Первый сезон заканчивается тем, что Каз спасает Хелену от преследования полицией, после того, как девушка организовала террористический акт в знак протеста против капиталистической системы.

## Роли озвучивали
- Джейден Смит — Каз Каан
- Джуд Лоу — Чарльз
- Тэви Гевинсон[англ.] — Хелена Тессеро
- Сьюзан Сарандон — тётя Агата
- The Kid Mero[англ.] — Лекси
- Desus[англ.] — Готтлиб
- Джейсон Шварцман — Арканджело Корелли
- Ричард Айоади — различные персонажи
- Алекса Чанг — Кэти
- Уиллоу Смит — фанатка Хелен
- Кирнан Шипка — фанатка Хелен
- Амандла Стенберг — фанатка Хелен
- Ди Маджо Джон — различные персонажи
- Питер Серафинович — различные персонажи
- Бушеми Стив — судья
- Аннет Махендру — Мила Малевич
- Айк Баринхолц — Джеффри
- Стивен Фрай — Высший мастер
- Кэти Миксон — Сэйлор Пеллегрино
- Нико Мьюли — профессор Мухли
- Фрэнк Винсент — дядя Альберт
- Рэй Уайз — старик на кладбище

## Создание
О разработке сериала впервые стало известно в 2015 году на аниме-фестивале Anime Expo. Изначально он должен был транслироваться по телеканалу Fox, как часть программы ночного блока Animation Domination High-Def, однако она прекратила свою деятельность в 2016 году. 7 сентября 2017 года Netflix объявил о приобретении прав на трансляцию сериала. Главным сценаристом и автором идеи выступает Эзра Кениг.

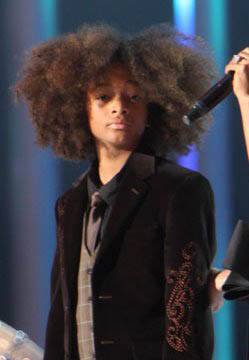
Джейден Смит озвучивал главного героя Каз Кана

Со слов Эзры, сериал «Нео Йокио» изначально задумывался как одновременно восхваление аутсайдеров и пародия/сатира на них. Каждая серия должна была представлять собой пародию на отдельный известный аниме-сериал, однако по мере дальнейшей работы над сценарием Эзра решил лучше прописать персонажей, чтобы зрители могли их любить и им сострадать. Сценарист хотел совместить в истории элементы сюрреализма и футуризма, при этом уделяя особое внимание деталям повседневной жизни, таким, как светские разговоры, приготовление эспрессо, езда на автобусе в город и так далее. Для этого Эзра спрашивал советы у своих друзей, например, Нико Мьюли, советы относительно одежды и моды давал Рик Оуэнс. Создатель желал сделать больше отсылок к реальной светской жизни, например, посвятить одну серию неделе моды, однако на это не хватило ресурсов. Эзра долгое время не знал, в каком формате он хотел создать историю о Нео Йокио, заметив, что это мог быть роман, комиксы, но в конце концов его выбор пал на аниме, так как Эзре «всегда нравилась идея делать что-то в сотрудничестве с японскими художниками». Переломный момент для сценариста настал после встречи с Ником Вайденфельдом, согласившимся выступить продюсером истории о Нео Йокио.
Эзра Кениг, имея широкие дружеские связи, сумел пригласить в проект таких актёров, как, например, Джейден Смит, другие известные актёры были привлечены к озвучиванию через агентство. Эзра выразил благодарность тому, что его персонажей согласилось озвучивать «столько хороших актёров». Эзра заметил, что многие желали, чтобы он сам озвучил персонажа Каза, однако сценарист отказался, твёрдо считая, что именно Джейден подходит роли лучше всего. Эзра выразил надежду снять новые сериалы о Нео Йокио и привлечь больше людей для проработки сюжета и сеттинга.
Эзра заметил, что даже несмотря на то, что многие зрители обвинили его в том, что он создал некачественную подделку аниме, он отдавал дань аниме-сериалам, например, целую серию посвятил отсылкам к аниме «Ранма ½» и сериалу «Сплетница».

## Восприятие

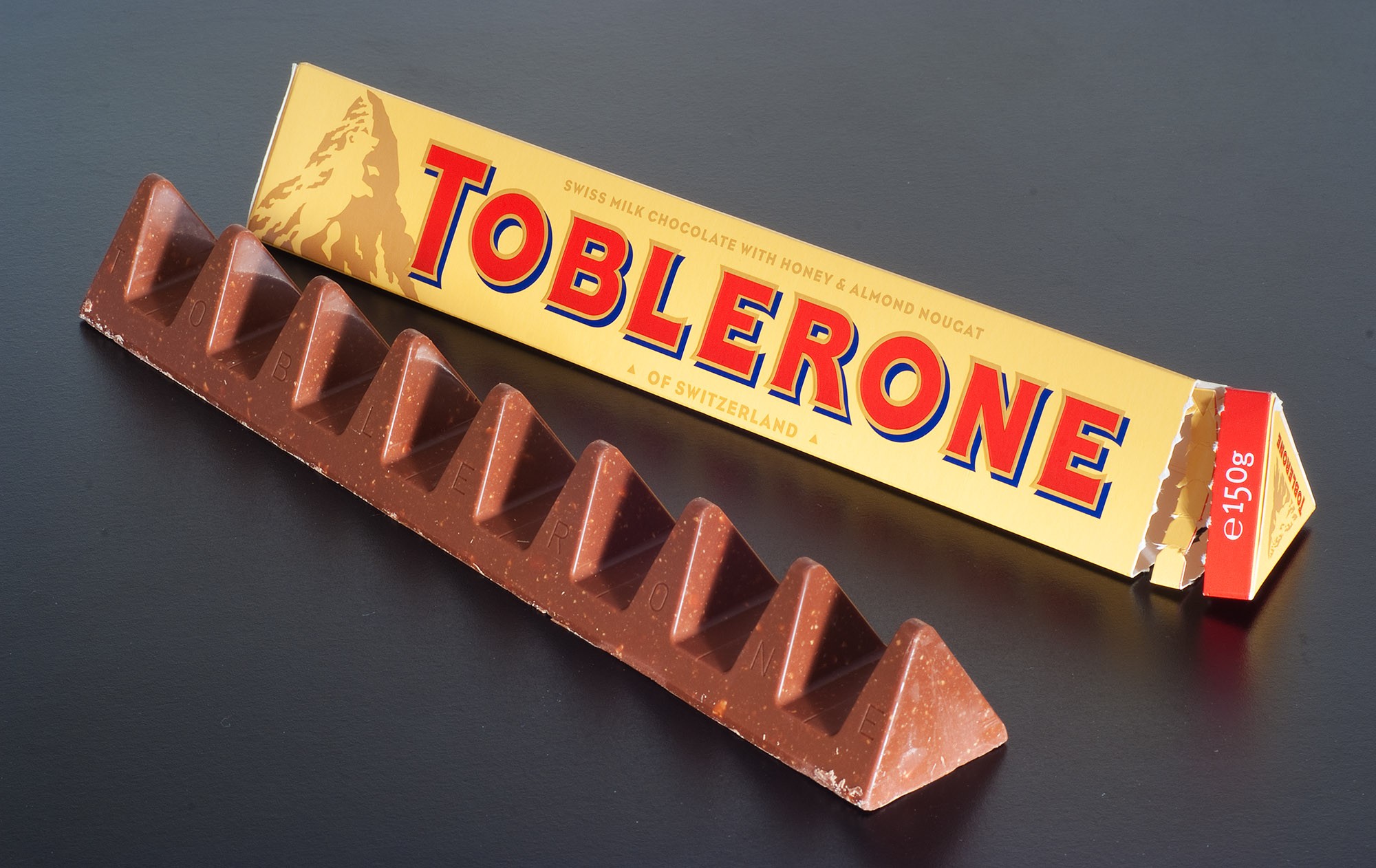
Плитка тоблерона с изображением главного героя стала популярным интернет-мемом

Сериал получил смешанные отзывы. Главным объектом отрицательных отзывов стал сам главный герой Каз Канн. Майкл Туле из Anime News Network назвал «Нео Йокио» «непригодным для просмотра мусором» с низкокачественной графикой, халтурным озвучиванием и плохим сюжетом. Джулия Лихандер из Polygon назвала сериал неудачной попыткой привлечь персонажа Джейдена Смита в сериал, поскольку главный герой Каз Канн крайне раздражителен, эгоцентричен, нарциссичен. В нём нет никаких качеств, которые заставили бы зрителя сочувствовать ему. Сара Монтгомери из The Daily Dot указала на крайнею недоработанность сеттинга, сюжет не показывает, как Каз добился своего расположения в обществе, кто такие демоны и почему они атакуют город, а также чем магистократы занимались до появления демонов помимо ловли крыс. Сара заметила, что создатели были так сосредоточены на критике капитализма, что упустили из виду другие важные аспекты сериала. «Складывается впечатление, что шоу представляет собой слабый социальный комментарий, как будто его написал студент колледжа, только что прочитавший книгу о троцкизме».
Клио Чанг из The New Republic оставила более положительный отзыв, назвав историю о Нео Йокио необычайно невозмутимой. Смит придаёт своему персонажу ошеломляющий снобизм. Рецензентка заметила, что история имеет потенциал стать действительно революционным шоу. Майк Хейл из The New York Times также похвалил шоу, назвал его хорошей сатирой, заметив, что она отлично высмеивает городскую социальную стратификацию и склонность миллениалов впадать в депрессию и поддаваться иным психическим расстройствам. Сериал, по мнению Хейла, показывает, что быть золотой молодёжью не так просто, как кажется со стороны. Критик заметил, что не стоит в «Нео Йокио» видеть что-то большее, чем сатиру. Райен Мандельбаум из Gizmobo сравнил сериал с известным участником Твиттера — dril, «словно его посты решили соединить в сюжет из шести эпизодов». Критик заметил, что сериал отлично отражает культуру современной городской жизни.

### Интернет-мем
В сериале имеется сцена, где Каз приходит навестить Хелену и подарить ей огромную плитку тоблерона, однако после того, как девушка отказывается выражать благодарность Казу за своё спасение, обиженный герой объявляет, что Хелена не заслужила подарок, и уходит с шоколадом. Данная сцена, в частности, фраза «ты не заслуживаешь этот большой тоблерон» (англ. You Don't Deserve This Big Toblerone) и изображения Кана с плиткой шоколада, стала интернет-мемом.

### Комментарии
1. ↑  Название является слиянием слов Нью-Йорк и Токио